# شبح هامس (مسلسل)
شبح هامس (بالإنجليزية: Ghost Whisperer)‏ مسلسل تلفزيوني أمريكي من نوعية الدراما، الخيال، الإثارة، والقدرات الخارقة. عرض على قناة هيئة الإذاعة الكولومبية من 23 سبتمبر، 2005 إلى 21 مايو، 2010 بواقع خمسة مواسم مكونة من 105.

## المقدمة
ميليندا جوردن (جينيفر لوف هيويت) أمرأة يافعة من مدينة جراندفيو، نيويورك، لديها قدرة رؤية والتواصل مع الأموات. تعيش ميليندا مع زوجها، جيم كلانسي (ديفيد كونراد)، ولاحقًا ابنهم ايدين (كونور جيبس). هي تملك متجر يدعى «تماماً كما لو لم تكن تحف». تبحث الأشباح عن مساعدة ميليندا في ايصال رسالة أو انهاء مهمة والتي بدورها ستجعل أرواحهم في راحة، وتسمح لهم بالعبور إلى الضوء. الذين ماتوا ولديهم مسائل عالقة اصبحوا راسخين وغير قادرين على المرور، وميليندا، كأنها ممثلهم الأرضي، تساعدهم على إيجاد السلام. لا يقوم العرض بتمثيل الأشباح كأنهم أخطأوا؛ ولكنه شعور الأرواح نفسهم بالخطأ هو الذي يدينهم، وخوفهم من الحكم هو الذي يمنعهم من «العبور» إلى الحياة الأخرى.
جعل المسلسل (عايشة تايلور) تتألق كصديقة ميليندا المفضلة اندريا مارينو، والتي تدير متجر التحف معها. قُتلت اندريا في (نهاية الجزء الأول). تقابل ميليندا ديليا بانكس (كامرين مانهيم)، وكيلة عقارات تعاني والتي تُكون صداقة مع ميليندا وتوافق في النهاية على ان تدير المتجر معها. تُصدم ديليا عند اكتشافها قدرات ميليندا؛ في الواقع، تطالب في البداية بحصول ميليندا على مساعدة نفسية. تتقبل ديليا في النهاية هِبة ميليندا، ولكنها تكون متشككة في بعض الأحيان. لدى ديليا ابن اسمه نيد بانكس (تايلر باتريك جونس) الموسم 2-3، كريستوف ساندريس بعد ذلك) والذي يكتشف هِبة ميليندا قبل والدته بفترة طويلة.
تُكون ميليندا صداقة مع ريك باين (جاي موهر) ايضًا، أستاذ في جامعة روك لاند. يُساعد ميليندا في حل التعقيدات مع الأشباح على مدى الموسمين الثاني والثالث. يُغادر ريك في بداية الموسم الرابع بسبب بعثة إلى الهيمالايا.

## الشخصيات
| الممثل (ة)         | الشخصية             | عدد | جينيفر لوف هيويت | ميليندا غوردون |  |
| ديفيد كونراد       | جيم كلانسي          |     |                  |                |  |
| كامرين مانهايم     | ديليا بانكس         |     |                  |                |  |
| جاي مور            | البروفيسور ريك باين |     |                  |                |  |
| عايشة تايلور       | أندريا مورينو       |     |                  |                |  |
| كريستوف ساندرز     | نيد بانكس           |     |                  |                |  |
| جيمي كينيدي        | إلي جيمس            |     |                  |                |  |
| كينيث ميتشيل       | سام                 |     |                  |                |  |
| تايلور باتريك جونز | نيد بانكس           |     |                  |                |  |
| داريوش كاشاني      | بوبي توتش           |     |                  |                |  |
| ------------------ | ------------------- | --- | ---------------- | -------------- |  |

## جوائز المسلسل
| السنة | المهرجان                                       | الجائزة                                              | الحاصل عليها     |
| 2006  | مهرجان الفنانين الصغار                         | أفضل ممثل طفل ضيف شرف في مسلسل تلفزيوني كوميدي/درامي | جوزيف كاستانون   |
| 2007  | مهرجان أكاديمية الخيال العلمي والرعب الأمريكية | أفضل ممثلة في مسلسل تلفزيوني                         | جينيفر لوف هيويت |
| 2008  | مهرجان أكاديمية الخيال العلمي والرعب الأمريكية | أفضل ممثلة في مسلسل تلفزيوني                         | جينيفر لوف هيويت |
| ----- | ---------------------------------------------- | ---------------------------------------------------- | ---------------- |

## روابط خارجية
- شبح هامس على موقع IMDb (الإنجليزية)
- شبح هامس على موقع ميتاكريتيك (الإنجليزية)
- شبح هامس على موقع روتن توميتوز (الإنجليزية)
- شبح هامس على موقع أول موفي (الإنجليزية)
- شبح هامس على موقع فيلمافينيتي (الإسبانية)
- شبح هامس على موقع كينوبويسك (الروسية)
- شبح هامس على موقع ألو سيني (الفرنسية)
- شبح هامس على موقع قاعدة بيانات الفيلم (الإنجليزية)